# Kasteel van Wodémont
Het Kasteel van Wodémont, is een kasteel in de deelgemeente Neufchâteau van de Belgische gemeente Dalhem, gelegen in de buurtschap Wodémont. Het kasteel ligt dicht bij Mortroux. Het complex ligt in het dal van de Berwijn en omvat naast het kasteel ook een boerderij.

## Bezitsgeschiedenis
Het kasteel was vanouds de zetel der heren van Neufchâteau. Het was van de 11e tot de 16e eeuw in het bezit van diverse families, zoals in de 11e eeuw de familie Waldemont en in de 13e eeuw de familie Wodémont. Van 1527-1731 was het in bezit van de familie Van Gulpen en daarna van de familie Hoen-Neufchâteau. In 1841 werd het bezit verkocht aan de familie De Borchgrave d'Altena.

## Kasteel

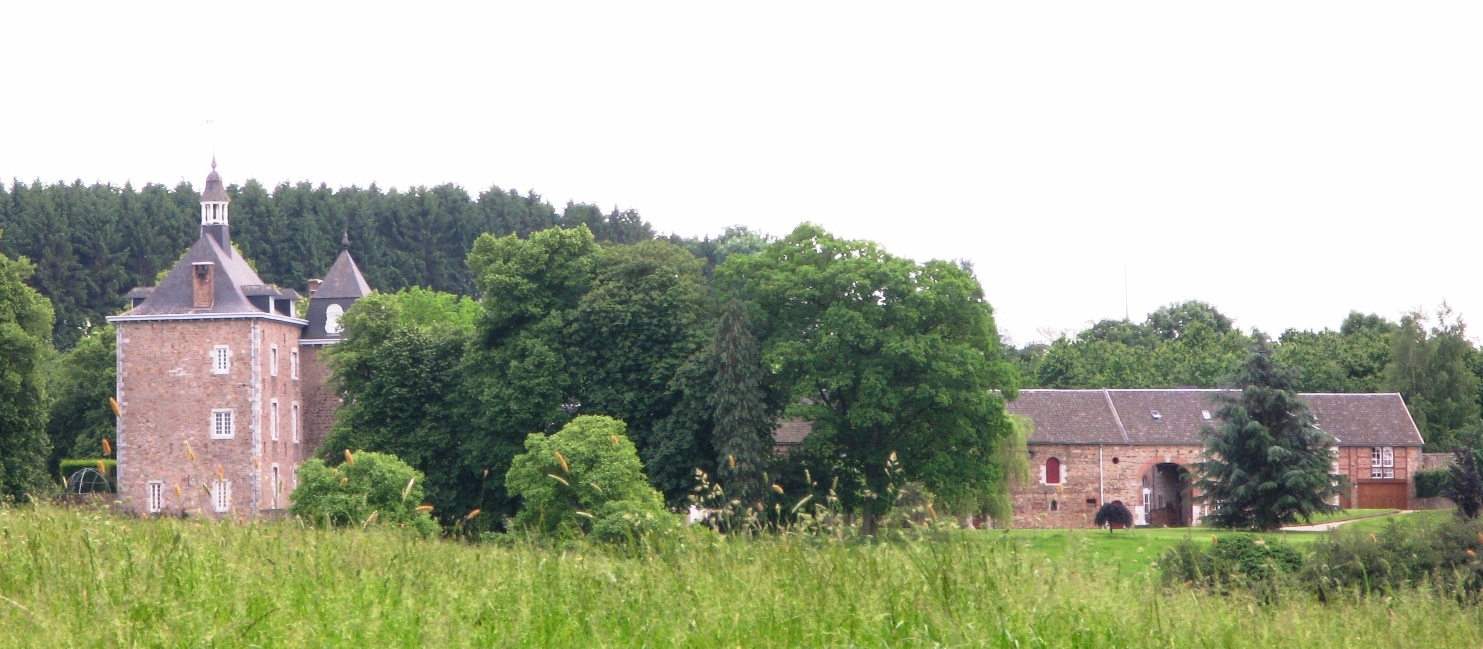
Kasteel en kasteelhoeve

Het kasteel is gebouwd in zandsteenblokken met kalkstenen omlijstingen en hoekbanden. Een deel is ook in baksteen uitgevoerd. Van het middeleeuwse kasteel is de vierkante toren overgebleven, die echter meermaals is verbouwd. Hier tegenaan is een traptoren gebouwd. De huidige vensteromlijstingen zijn er in de 15e of 16e eeuw aan toegevoegd.
De zuidgevel bevat een toegangspoort, waarboven zich een gevelsteen bevindt met de wapenschilden van J. de Gulpen en M.A. de Draeck, van 1696.

## Boerderij
De boerderij, die zich ten zuidoosten van het kasteel bevindt, is een gesloten hoeve met rechthoekige binnenplaats. Vroeger bevond zich tussen het kasteel en de boerderij nog een kapel, die gewijd was aan Sint-Nicolaas. Deze was afhankelijk van de parochie van Mortroux maar werd, op last van de toenmalige kasteelheer, Maximilien de Hoen-Neufchâteau, in 1787 afgebroken, hetgeen een conflict teweegbracht met de Abdij van Kornelimünster, die het patronaatsrecht van Mortroux bezat.
Deelgemeenten: Berneau · Bolbeek · Dalhem · Feneur · Mortroux · Neufchâteau · Saint-André · Weerst

Overige plaatsen: Chenestre · Fêchereux · La Heusière · La Heydt · Mauhin · Les Waides · Wodémont

Belgische gemeenten · arrondissement Luik · provincie Luik · Wallonië
Limburgse of Dietstalige banken
Busch lag op de grens van de hoogbanken Montzen en Walhorn
Waalse of Franstalige banken

Herve: Asse · Bellefontaine · Chaineux · Charneux · Clermont · Dison · Hodimont · José · Julémont · Mortroux · Groot- · Klein Rechain · Soiron · Thimister · Wodémont

de vrije heerlijkheid Bolland

Sprimont: Baugnée · Chanxhe · La Chapelle · Damré · Dolembreux · Esneux · Florzé · Hautgné · Hayen · Hony · Lincé · Méry · Ogné · Presseux · Poulseur · La Rimière · Rouvreux · Sougné & Remouchamps · Tavier · Villers-aux-Tours